# Jordi Maniaces
Jordi Maniaces (en llatí Georgius Maniaces, en grec medieval Γεώργιος Μανιάκης) va ser un patrici romà d'Orient, fill de Gudeli Maniaces, que havia estat governador del tema i ciutat de Teluc (Τελούχ) a la zona de les muntanyes del Taure, durant el regnat de l'emperador Romà III Argir, cap a l'any el 1030.
Després de la derrota de l'emperador davant els sarraïns prop d'Antioquia, Maniaces va derrotar els vencedors prop de Dòlique mitjançant un estratagema. Mercès a aquest triomf va obtenir el govern de la província de la Baixa Mèdia i després va ser nomenat protoespatari i governador de les ciutats de l'Eufrates.
L'any 1032 va conquerir la ciutat d'Edessa, en part per un suborn al governador local, i allí va trobar una suposada carta de Crist al rei Abgar V d'Edessa (les Cartes de Jesús a Abgar), que va enviar a l'emperador. Després va ser governador de l'Alta Mèdia i de Baspracània.
Durant el regnat de Miquel IV el Paflagoni, l'any 1035, va ser enviat amb un exèrcit al sud d'Itàlia, que encara era en part romana d'Orient, per fer la guerra als musulmans. La flota la dirigia Esteve, marit de la germana de l'emperador. Un dels èxits de Jordi va ser la conquesta de part de Sicília l'any 1038, tot i que els musulmans de l'illa van rebre l'ajut de cinquanta mil auxiliars que van venir de Tunísia.
L'any 1040 va obtenir la victòria sobre els musulmans tunisians que intentaven recuperar Sicília i es diu que en va matar cinquanta mil en una sola batalla, però el comandant de la flota, Esteve, per negligència, va permetre que el cap de l'exèrcit enemic pogués escapar. Això va provocar un enfrontament entre Esteve i Jordi, i el primer, dolgut per un cop i pels retrets que va rebre, el va acusar de preparar una revolta davant de Joan, germà i ministre de l'emperador.
Jordi va ser desposseït del comandament i enviat a Constantinoble com a presoner, però Miquel V el Calafat el va alliberar quan va pujar al tron l'any 1041. Els desastres dels romans d'Orient a Itàlia després que Jordi perdés el comandament, van aconsellar a Zoè Porfirogènita, que va substituir Miquel V, a cridar-lo altre cop per dirigir les forces romanes d'Orient a Itàlia (1042).
Va recuperar la província que havia caigut en mans dels seus antics mercenaris francs. Però mentre Romà Escler, que tenia una germana que era concubina de l'emperador Constantí IX Monòmac (el marit de Zoe), va procurar desposseir Jordi del títol de magister i va fer saquejar les seves terres a Anatòlia.
Davant d'això Jordi es va revoltar i les tropes el van seguir; Constantinoble va enviar Pardos com a nou comandant però Jordi el va fer matar, i es va proclamar emperador, marxant cap a Bulgària per reafirmar el seu títol. Va rebutjar les ofertes de l'emperador Constantí i va derrotar les seves tropes, però quan ja podia avançar sense obstacle cap a Constantinoble, va caure ferit de mort per una mà desconeguda, a finals de l'any 1042 o a inicis del 1043. En parlen Joan Zonaràs, Jordi Cedrè i Joan Escilitzes.